# Hala Pionir

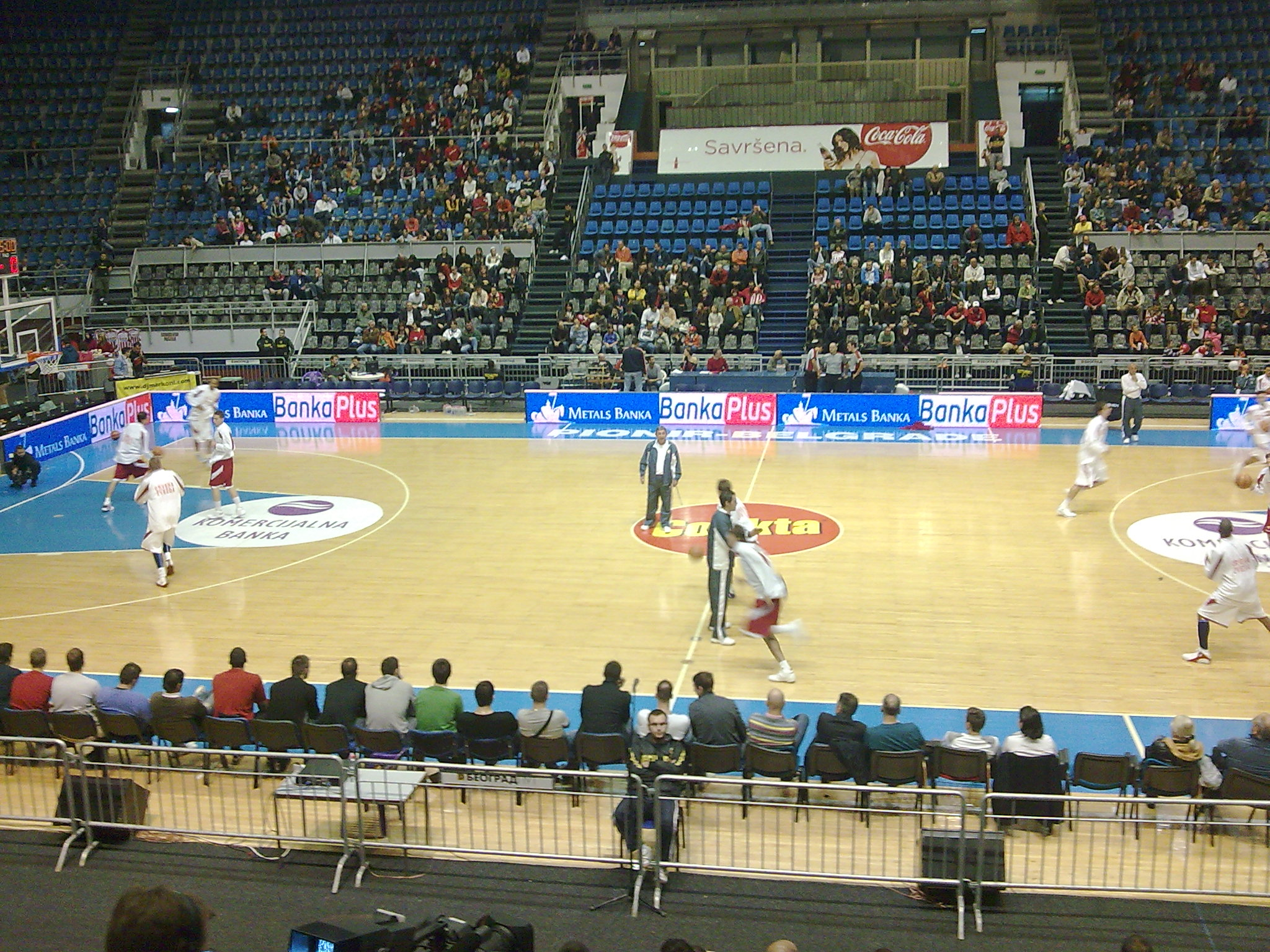
KK Crvena zvezda tränar basket med då nye tränaren Svetislav Pešić.

Hala Pionir (serbiska, "Хала Пионир"), ungefär Pionjärhallen, är en sporthall i Palilula i Belgrad. Arenan byggdes 1973 och har en kapacitet på 8.150 platser. Arenan är hemmaarena för basketklubbarna KK Partizan och KK Crvena zvezda.

### Fotnoter
1. 1 2  http://www.rtrs.tv/vijesti/vijest.php?id=189712